# 17893 Арлот
17893 Арлот (1999 FO, 1986 RG15, 1993 TO44, 17893 Arlot) — астероїд головного поясу, відкритий 17 березня 1999 року.
Тіссеранів параметр щодо Юпітера — 3,590.